# Andy Stevenson
Andy Stevenson é o atual diretor esportivo da equipe de Fórmula 1 da Aston Martin.

## Carreira
Stevenson começou a trabalhar na categoria máxima do automobilismo mundial, em 1991, como mecânico para a Jordan, ele permaneceu trabalhando na Fórmula 1 desde então, sempre com a mesma equipe baseada em Silverstone, embora tenha alterado seu nome algumas vezes ao longo dos anos. Anteriormente, a atual equipe Racing Point foi denominada de Jordan, Midland, Spyker e Force India. O cargo de diretor esportivo da equipe de corrida, o leva a cada corrida ao redor do mundo a cada ano. Stevenson permaneceu no mesmo cargo após a aquisição da Force India por um consórcio liderado por Lawrence Stroll que transformou a equipe na Racing Point Force India para disputar a segunda metade da temporada de 2018, na Racing Point entre 2019 e 2020 e na Aston Martin a partir de 2021.